# Blog Pebodycount
O Blog Pebodycount (estilizado como PEbodycount) foi um site que funcionava como um contador de homicídios de Pernambuco.

## Prêmios
Prêmio Vladimir Herzog
Prêmio Vladimir Herzog de Internet
| Ano  | Obra                         | Veículo de mídia | Autor                                                                     | Resultado |
| ---- | ---------------------------- | ---------------- | ------------------------------------------------------------------------- | --------- |
| 2007 | Blog: Contador de Homicídios | PEbodycount      | Carlos Eduardo Santos, João Valadares, Rodrigo Carvalho e Eduardo Machado | Venceu    |